# 브라이언 토치

브라이언 토치(Brian Tochi, 1959년 5월 2일 ~ )는 미국의 영화 감독, 영화 프로듀서, 각본가, 기업가, 저널리스트, 영화배우, 텔레비전 배우, 성우이다.
로스앤젤레스에서 태어났다.

## 영화
- 뮬란 2 (2004년)
- 싸일런트 포스 (2001년)
- 스타쉽 트루퍼스 (1997년)
- 기숙사 대소동 4 (1994년)
- 어메이징 뮤턴트 (1993년) - 레오나르도 목소리 역
- 기숙사 대소동 3 (1992년)
- 플레이어 (1992년)
- 어메이징 닌자 (1991년)
- 닌자 거북이 (1990년)
- 폴리스 아카데미 4 - 시민 순찰대 (1987년)
- 폴리스 아카데미 3 - 재훈련 (1986년)
- 기숙사 대소동 (1984년)
- 오메가 맨 (1971년) - 토미 역
- 닥터 웰비 (1969년)
- 하와이 5-0수사대 (1968년)